# Die Tageszeiten (Telemann)
Die Tageszeiten ist ein Kantatenzyklus von Georg Philipp Telemann. Er besteht aus den vier Teilen Der Morgen, Der Mittag, Der Abend, Die Nacht. Im Telemann-Werke-Verzeichnis (TWV) ist er unter 20:39 zu finden. Das Werk wurde am 20. Oktober 1757 im Hamburger Drillhaus unter Telemanns Leitung uraufgeführt. Das Libretto stammt von Friedrich Wilhelm Zachariä, es wurde von der Naturlyrik Barthold Heinrich Brockes beeinflusst.

## Das Oratorium
Das Werk ist vierfach viergeteilt. Jede der vier Solokantaten ist einem Abschnitt des Tageslaufes gewidmet. Dabei ändern sich Stimmlage und Instrumentierung. Die Aufführungsdauer beträgt unter einer Stunde.

### Der Morgen
1. Arie: Der Morgen kömmt, mit ihm die Freude
2. Rezitativ: Der ganze Himmel schwimmt in Glanz
3. Arie: Allmächtger, groß im Sonnenglanz
4. Chor: Willkommen, holdseliger Morgen!

Die Stimmlage ist Sopran, zusätzlich tritt eine Solotrompete hinzu.

### Der Mittag
1. Arie: Der Mittag, begleitet von fächelnden Stunden
2. Rezitativ: Empfange mich, ehrwürdger Eichenwald!
3. Arie: Lass mich die süße Wollust fühlen
4. Chor: Auf, folget dem feurigen Wagen der Sonne

Die Stimmlage ist Alt, zusätzlich tritt eine Viola da gamba hinzu.

### Der Abend
1. Arie: Senke dich von Purpurwolken
2. Rezitativ: Der Wald steht dunkelgrün
3. Arie: Komm, holder Schlaf!
4. Chor: Vom Aufgang bis zum Niedergang

Die Stimmlage ist Tenor, zusätzlich treten zwei Flöten auf.

### Die Nacht
1. Arie: O Nacht, und du, geweihte Stille!
2. Rezitativ: Sie kömmt; ihr helles Sternenkleid
3. Arie: Wie wird des Grabes Nacht entweichen
4. Chor: Der Herr ist Gott, ein Gott von Ehren

Die Stimmlage ist Bass, zusätzlich treten zwei Oboen und ein Fagott hinzu.

## Diskografie
- 1979: Eterna / Deutsche Schallplatten, Solistenvereinigung des Berliner Rundfunks unter Leitung von Helmut Koch (1961).
- 1996: Capriccio / WDR, Rheinische Kantorei unter Leitung von Hermann Max.
- 2003: Cavalli Records, Concilium Musicum Wien.
- 2010: Carlus Verlag / Schweizer Radio DRS, Basler Madrigalisten unter Leitung von Fritz Näf (2009).
- 2012: deutsche harmonia mundi, Freiburger Vokalensemble unter Leitung von Wolfgang Schäfer.